# Virtual Magic Kingdom
 (août 2020).
Si vous disposez d'ouvrages ou d'articles de référence ou si vous connaissez des sites web de qualité traitant du thème abordé ici, merci de compléter l'article en donnant les références utiles à sa vérifiabilité et en les liant à la section « Notes et références ».
Virtual Magic Kingdom est un jeu en ligne massivement multijoueur dont l'action se situe dans une reproduction des parcs à thèmes Disneyland et Magic Kingdom. il a été développé par Sulake Corporation et utilise le moteur de Macromedia Shockwave.
Le jeu a été lancé pour la célébration du 50e Anniversaire de Disneyland et a ouvert le 23 mai 2005 en mode bêta. La version finale du jeu est sortie le 27 juin 2005. Le jeu a été arrêté le 21 mai 2008.

## Système de jeu
Afin de pouvoir jouer, il était nécessaire de procéder à l'enregistrement d'un compte auprès de www.vmk.com. Le joueur pouvait alors choisir le sexe du personnage, la couleur et la coupe de cheveux ainsi que les habits.
Un visiteur du parc Magic Kingdom (Floride, États-Unis) pouvait créer un personnage directement au sein du parc grâce à des bornes VMK. Le joueur était alors indiqué comme «Born in the Park » dans son profil.